# Cerros Blancos
Cerros Blancos är en ort i Mexiko.   Den ligger i kommunen Cerritos och delstaten San Luis Potosí, i den centrala delen av landet, 400 km norr om huvudstaden Mexico City. Cerros Blancos ligger 1 198 meter över havet och antalet invånare är 204.
Terrängen runt Cerros Blancos är kuperad åt sydväst, men åt nordost är den platt. Runt Cerros Blancos är det glesbefolkat, med 16 invånare per kvadratkilometer. Närmaste större samhälle är El Sauz, 14,9 km väster om Cerros Blancos. Trakten runt Cerros Blancos består i huvudsak av gräsmarker.